# Piedmont (vasúti járat)
A Piedmont egy vasúti járat az USA-ban. Az Amtrak üzemelteti 1995. május 26. óta. Naponta átlagosan 274 utasa van, 2010-ben összesen 99 873-an utaztak a járaton.Raleigh (Észak-Karolina) és Charlotte (Észak-Karolina) között közlekedik naponta kétszer. A 278 km-et 7 megállással 3 óra 9 perc alatt teszi meg a North Carolina Railroad pályáin.